# Iqrit

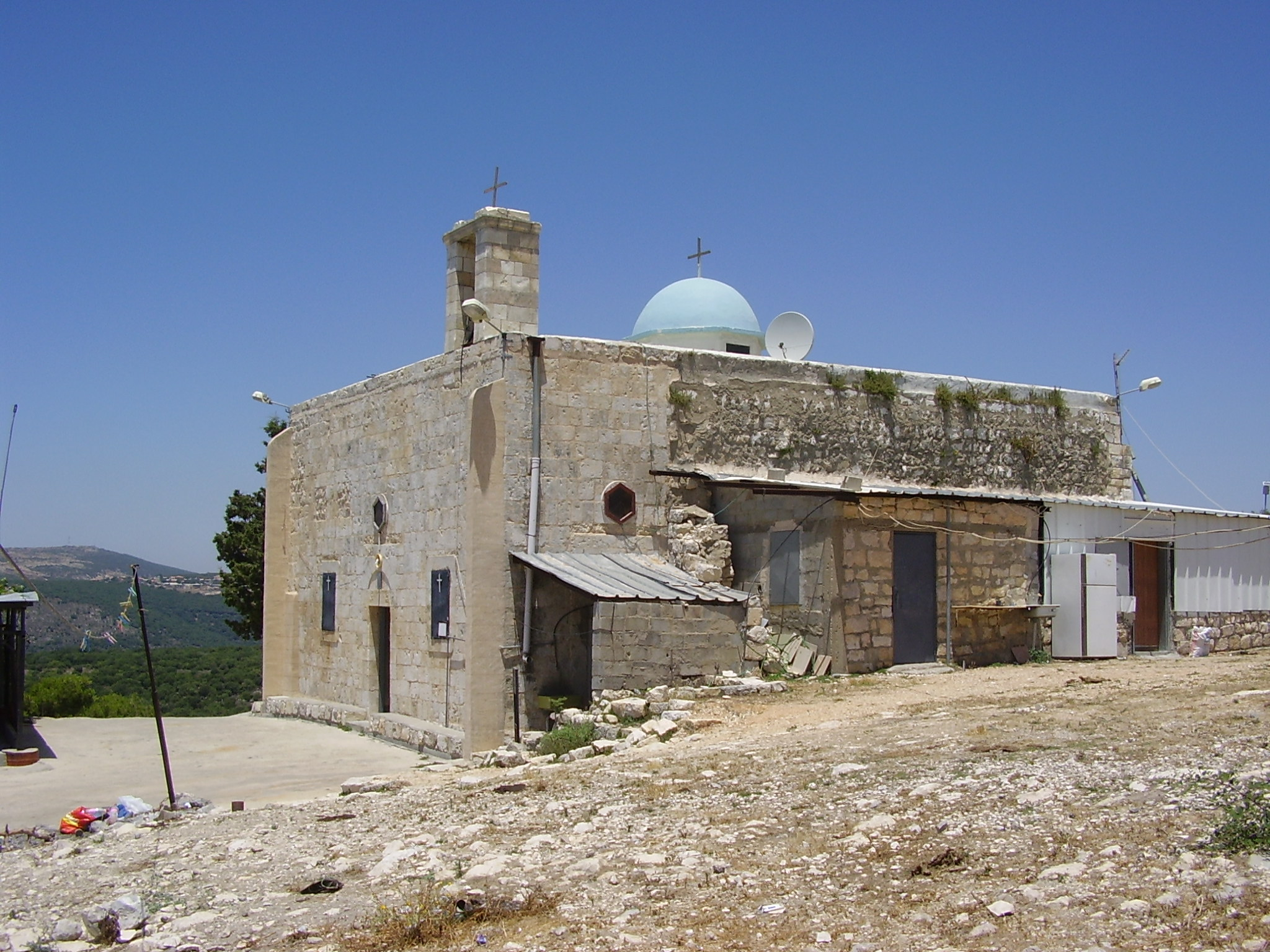
Die Marienkirche Iqrits

Iqrit (arabisch إقرت, DMG Iqrit oder Iqrith / إقرث / Iqriṯ) war ein von christlichen Palästinensern bewohntes Dorf im nördlichen Galiläa, dessen gesamte Bevölkerung 1948 von Israelischen Verteidigungsstreitkräften (IDF) während des Palästinakriegs vertrieben wurde.

## Geografie
Iqrit liegt ca. 25 km nordöstlich der am Mittelmeer gelegenen Stadt Akkon in der Nähe der Grenze Israels zum Libanon. Das Gemeindegebiet wird heute größtenteils von den israelischen Siedlungen Shomera, Even Menachem und Goren genutzt.

## Geschichte
In der kanaanitischen Zeit wurde in Iqrit eine Figur des Gottes Melkart aufgestellt. Die Kreuzfahrer bezeichneten den Ort als Acref, ein Name, den heute noch die Beduinen des nördlichen Galiläas verwenden. Nach der Eroberung ganz Palästinas im Jahre 1517 durch das Osmanische Reich gehörte Iqrit zur Nahiya von Akkon, einem Unterbezirk des Liwa (Distrikts) von Safed. In der Zeit des britischen Völkerbundsmandat für Palästina ab 1919 wurde Iqrit mit der Küstenstraße von Akkon nach Rosch Hanikra durch eine parallel zur libanesischen Grenze geführte Straße (heute ) nach Tarbicha verbunden. Ein Foto aus dem Jahre 1939 zeigt das Dorf auf der Spitze eines Hügels umgeben von Obstbäumen. 
Der UN-Teilungsplan für Palästina des Jahres 1947 sah vor, dass Iqrit und weitere Teile des nördlichen Galiläa dem arabischen Teil von Pälästina, nach dessen Teilung, angehören sollte. Während des Palästinakriegs wurde Iqrit jedoch am 31. Oktober 1948 von der Oded-Brigade der Israelischen Verteidigungsstreitkräfte im Rahmen der Operation Chiram besetzt. Am 5. November 1948 zwangen die Israelis die 616 Bewohner, die der melkitischen griechisch-katholischen Kirche angehörten, das Dorf zu verlassen, verbunden mit der Zusicherung, dass sie nach Abschluss der Kämpfe zurückkehren könnten. Einige Bewohner flohen in den Libanon, die meisten wurden mit Lastwagen in die drusische Stadt Rameh an der Straße (heute ) zwischen Akkon und Safed gebracht. Die 1050 mehrheitlich maronitisch-katholischen Bewohner des 21 Kilometer entfernten Grenzdorfes Barʿam traf ein ähnliches Schicksal: sie wurden in das knapp 5 Kilometer östlich gelegene Dorf Dschisch zwangsumgesiedelt, wo sie die Häuser zuvor geflohener muslimischer Palästinenser bezogen.

## Kampf um Rückkehr
1951 beschied das Oberste Gericht Israels, dass die Bewohner Iqrits in ihre Häuser und auf ihr Land zurückkehren könnten, am Weihnachtstag 1951 zerstörte jedoch die israelische Armee sämtliche Gebäude mit Ausnahme der Marienkirche und des Friedhofs. Sämtliche Versuche, sich wieder anzusiedeln, wurden von der Regierung in den Folgejahren vereitelt. Lediglich Renovierungsarbeiten an der Kirche und am Friedhof sowie Bestattungen wurden zugelassen. 
Seit 2012 hält sich im Bereich der Marienkirche eine Gruppe junger Nachfahren der Vertriebenen Einwohner Iqrits auf, um auf diese Art gegen die fortlaufende Ignorierung der Beschlüsse des Obersten Gerichts des Landes durch die israelische Regierung zu protestieren.